# 清道中學校
清道中學校（韩语：／ Cheongdo Junghaggyo ?）是位在南韓慶尚北道清道郡清道邑高樹里的一所初級中學。其校訓為「真理、創意、奉仕」。

## 歷史
1953年2月24日，清道中學校創立，1973年12月5日改名為清道女子中學校（청도여자중학교），2007年3月1日才改回現名。
2016年，清道中學校與台灣雲林土庫國中締結為姊妹校。2016年10月，清道中學首次訪問土庫國中，其後每年訪問該校一次，以共同授課等活動互相交流。土庫國中也曾在2017年7月訪問該校一次，同時兩校簽署瞭解備忘錄。

### 歷任校長
本表參考清道中學校網站撰寫。中文姓名為純音譯，未經本人確認。
| 屆次 | 中譯   | 諺文姓名 | 就任日期      | 備註 |
| ---- | ------ | -------- | ------------- | ---- |
| 1    |        |          |               |      |
| 2    | 朴在英 | 박재영   | 1983年9月15日 |      |
| 3    | 閔仁植 | 민인식   | 2002年9月1日  |      |
| 4    | 李元浩 | 이원호   | 2004年9月1日  |      |
| 5    | 徐成奉 | 서성봉   | 2007年2月1日  |      |
| 6    | 南在浩 | 남재호   | 2010年9月1日  |      |
| 7    | 金真國 | 김진국   |               |      |
| 8    | 姜京愛 | 강경애   | 2013年9月1日  |      |
| 9    | 尹京植 | 윤경식   | 2017年3月1日  |      |